# Cristoffer Ericson
Joel Cristoffer Ericson, född 22 september 1990, är en svensk före detta fotbollsspelare.

## Karriär

### Tidig karriär
Ericsons moderklubb är Ljusdals IF. Han studerade på fotbollsgymnasiet i Sundsvall och började då spela fotboll i Medskogsbrons BK. Ericson spelade 18 matcher och gjorde två mål för klubben i Division 3 2008. Säsongen 2009 spelade han åtta matcher och gjorde ett mål för Medskogsbron.

### Hudiksvalls FF
I juli 2009 gick Ericson till Hudiksvalls ABK (senare Hudiksvalls FF). Han spelade 10 matcher och gjorde tre mål för Hudiksvall under säsongen 2009. Mellan 2010 och 2013 spelade Ericson 80 matcher och gjorde sex mål i Division 2. Han var även lagkapten i klubben.

### IK Frej
I februari 2014 värvades Ericson av IK Frej. Han gjorde fyra inhopp i Division 1 Norra 2014 då Frej blev uppflyttade till Superettan. Ericson gjorde sin Superettan-debut den 6 april 2015 i en 0–1-förlust mot Jönköpings Södra, där han blev inbytt i den 90:e minuten mot Adam Gradén. Han spelade 23 ligamatcher under säsongen 2015, varav 18 som startspelare.

### Återkomst i Hudiksvalls FF
I mars 2016 bröt Ericson sitt kontrakt i Frej och återvände till Hudiksvalls FF. I november 2017 förlängde han sitt kontrakt med två år. I december 2019 förlängde Ericson återigen sitt kontrakt med två år. Totalt spelade han 96 ligamatcher samt gjorde 11 mål i Division 2 mellan 2016 och 2020.

### Gefle IF
I december 2020 värvades Ericson av Gefle IF, där han skrev på ett tvåårskontrakt. Han spelade två matcher i Ettan Norra 2021. I oktober 2021 meddelade Ericson att han avslutade sin fotbollskarriär.